# دهستان توری
دهستان توری (به لاتین: Türi Parish) یک دهستان در استونی است که در شهرستان یروا واقع شده‌است.

## خصوصیات
دهستان توری ۵۹۸٫۸۲ کیلومترمربع مساحت و ۱۱٬۲۵۶ نفر جمعیت دارد.